# ダビド・ゴンサレス・プラタ
ノノ (Nono) こと、 ダビド・ゴンザレス・プラタ (David Gónzalez Plata, 1991年5月28日 - ) は、スペイン・バダホス出身のサッカー選手。エクストラクラサ・コロナ・キェルツェ所属のミッドフィールダー。ラージョ・バジェカーノのユース出身。

## 経歴
2014年UCAMムルシアへ完全移籍加入。3シーズンの間主力として活躍した。2017年にクラブを離れるときには、クラブの同僚やサポーターに感謝のメッセージをクラブのホームページに載せた。
2017年ADアルコルコンへ移籍。
2019年7月2日、エストレマドゥーラUDに5年契約で移籍。
2020年9月14日、CDテネリフェに3年契約で移籍。
2021年8月31日、UDイビサに2年契約で移籍。
2022年12月8日、コロナ・キェルツェに1年半の契約で移籍。